# Nemzetközi Kémiai Diákolimpia
A Nemzetközi Kémia Diákolimpia (IChO) évente megrendezett tanulmányi verseny középiskolások részére. Az egyik a Nemzetközi Tudományos Olimpiák közül.
Az első IChO-t Prágában tartották 1968-ban. Azóta, 1971 kivételével, minden évben megrendezték. Az első olimpiákon részt vevő csapatok nagy részben a volt keleti blokk országaiból kerültek ki, csak 1980-ban rendezték azon kívül, Ausztriában.

## Szerkezet és szabályok

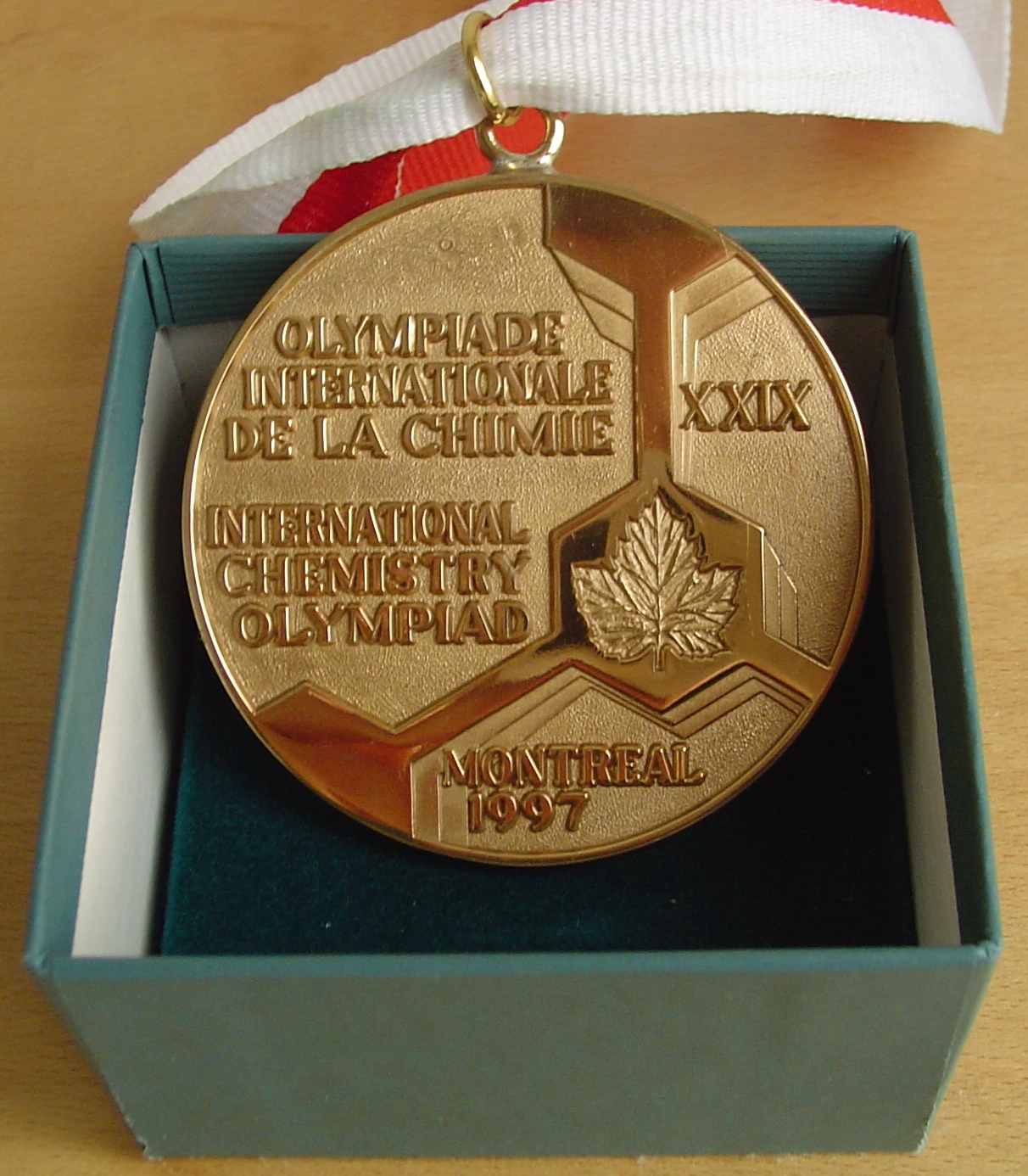
Aranyérem a 29. Nemzetközi Kémiai Diákolimpiáról, 1977, Montreal, Kanada

Minden delegáció maximum négy diákból és két mentorból állhat (ezek közül az egyik a csapat vezető mentora, más néven „head mentor”). A delegációban lehet továbbá néhány megfigyelő („guest”) és tudományos megfigyelő („scientific observer”). A résztvevő diákok 20 évesnél fiatalabbak kell legyenek, és nem lehetnek középiskolát meghaladó oktatási intézmény diákjai. A Nemzetközi Kémia Diákolimpia Információs Központja (International Information Center of the International Chemistry Olympiad) székhelye Pozsony, Szlovákia.
Az újonnan részt venni kívánó országoknak kötelező két egymást követő év versenyére megfigyelőket küldeni. 2017-ben várhatóan több mint 80 ország fog versenyzőket delegálni a versenyre.
A verseny egy gyakorlati és egy elméleti fordulóból áll. Mindkettő maximális időtartama 5 óra, külön napokon vannak, és általában a gyakorlati forduló van korábban. A gyakorlati forduló 40 pontot ér, az elméleti pedig 60 pontot. Egymástól függetlenül értékelik őket, és a két pontszám összege adja a versenyző végső eredményét. A feladatokat a szervező ország által kiállított zsűri állítja össze. A nemzetközi bizottság, mely minden résztvevő ország két mentorából áll, megvitatja a feladatokat, majd szükség szerint lefordítja a diákjaik által preferált nyelvre.
A diákok a feladatokat az általuk preferált nyelven oldhatják meg. A mentorok feladata a feladatsorok lefordítása, mielőtt a diákoknak kiadják. Miután a feladatokat a diákok megoldották, és a szervező ország által kinevezett bizottság kijavította, még az eredmények kihirdetése előtt, az értékelés becsületessége érdekében, a mentorok megvitathatják a bizottsággal a javítást. Mivel a mentorok a diákok előtt tekinthetik át a feladatokat, a kommunikáció a diákok és a mentorok között szigorúan meg van tiltva a két forduló előtt, ezért a diákoknak kötelező leadniuk telefonjukat és laptopjukat a szervezőknek.

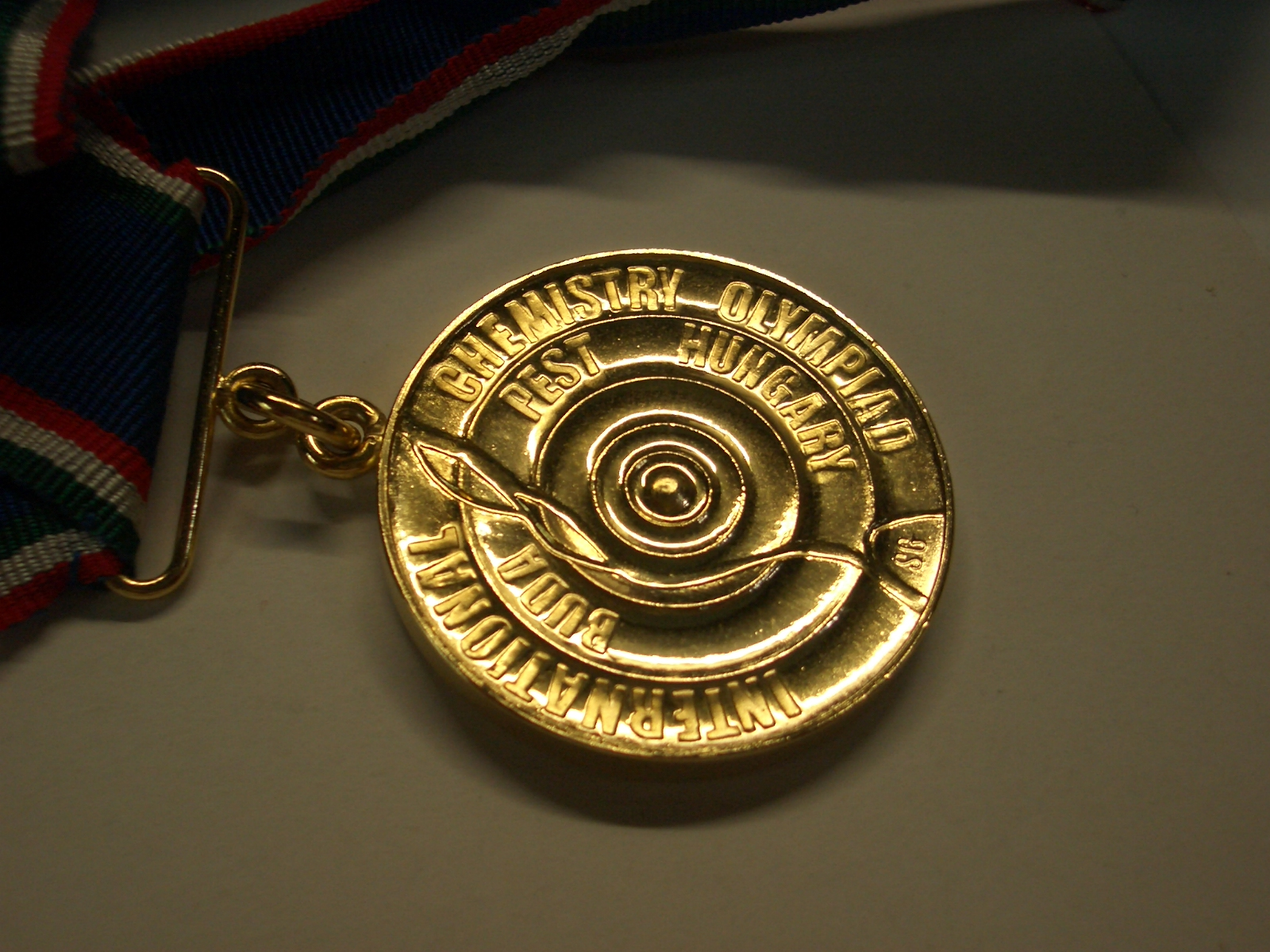
Aranyérem a 40. Nemzetközi Kémiai Diákolimpiáról, 2008, Budapest

## Korábbi és jövőbeli IChO-k
| Sorszám | Város                          | Ország                    | Időpont                         | Honlap |
| ------- | ------------------------------ | ------------------------- | ------------------------------- | ------ |
| 1.      | Prága                          | Csehszlovákia             | 1968. június 18–21.             |        |
| 2.      | Katowice                       | Lengyelország             | 1969. június 16–20.             |        |
| 3.      | Budapest                       | Magyarország              | 1970. július 1–5.               |        |
| 4.      | Moszkva                        | Szovjetunió               | 1972. július 1–10.              |        |
| 5.      | Szófia                         | Bulgária                  | 1973. július 1–10.              |        |
| 6.      | Bukarest                       | Románia                   | 1974. július 1–10.              |        |
| 7.      | Veszprém                       | Magyarország              | 1975. július 1–10.              |        |
| 8.      | Halle                          | NDK                       | 1976. július 10–19.             |        |
| 9.      | Pozsony                        | Csehszlovákia             | 1977. július 4–14.              |        |
| 10.     | Toruń                          | Lengyelország             | 1978. július 3–13.              |        |
| 11.     | Leningrád                      | Szovjetunió               | 1979. július 2–11.              |        |
| 12.     | Linz                           | Ausztria                  | 1980. július 13–23.             |        |
| 13.     | Burgasz                        | Bulgária                  | 1981. július 13–23.             |        |
| 14.     | Stockholm                      | Svédország                | 1982. július 3–12.              |        |
| 15.     | Temesvár                       | Románia                   | 1983. július 2–11.              |        |
| 16.     | Frankfurt                      | NSZK                      | 1984. július 1–10.              |        |
| 17.     | Pozsony                        | Csehszlovákia             | 1985. július 1–8.               |        |
| 18.     | Leiden                         | Hollandia                 | 1986. július 6–15.              |        |
| 19.     | Veszprém                       | Magyarország              | 1987. július 6–15.              |        |
| 20.     | Espoo                          | Finnország                | 1988. július 2–9.               |        |
| 21.     | Halle                          | NDK                       | 1989. július 2–10.              |        |
| 22.     | Párizs                         | Franciaország             | 1990. július 8–17.              |        |
| 23.     | Łódź                           | Lengyelország             | 1991. július 7–15.              |        |
| 24.     | Pittsburgh és Washington, D.C. | Amerikai Egyesült Államok | 1992. július 11–22.             |        |
| 25.     | Perugia                        | Olaszország               | 1993. július 11–22.             |        |
| 26.     | Oslo                           | Norvégia                  | 1994. július 3–11.              | [ 2 ]  |
| 27.     | Peking                         | Kína                      | 1995. július 13–20.             |        |
| 28.     | Moszkva                        | Oroszország               | 1996. július 14–23.             |        |
| 29.     | Montréal                       | Kanada                    | 1997. július 13–22.             |        |
| 30.     | Melbourne                      | Ausztrália                | 1998. július 5–14.              |        |
| 31.     | Bangkok                        | Thaiföld                  | 1999. július 4–11.              |        |
| 32.     | Koppenhága                     | Dánia                     | 2000. július 2–11.              |        |
| 33.     | Mumbai                         | India                     | 2001. július 6–15.              | [ 3 ]  |
| 34.     | Groningen                      | Hollandia                 | 2002. július 5–14.              |        |
| 35.     | Athén                          | Görögország               | 2003. július 5–14.              | [ 4 ]  |
| 36.     | Kiel                           | Németország               | 2004. július 18–27.             | [ 5 ]  |
| 37.     | Tajpej                         | Tajvan                    | 2005. július 16–25.             | [ 6 ]  |
| 38.     | Gyeongsan                      | Dél-Korea                 | 2006. július 1–11.              | [ 7 ]  |
| 39.     | Moszkva                        | Oroszország               | 2007. július 15–24.             | [ 8 ]  |
| 40.     | Budapest                       | Magyarország              | 2008. július 12–21.             | [ 9 ]  |
| 41.     | Cambridge                      | Egyesült Királyság        | 2009. július 18–27.             | [ 10 ] |
| 42.     | Tokió                          | Japán                     | 2010. július 19–28.             | [ 11 ] |
| 43.     | Ankara                         | Törökország               | 2011. július 9–18.              | [ 12 ] |
| 44.     | Washington, D.C.               | Amerikai Egyesült Államok | 2012. július 21–30.             | [ 13 ] |
| 45.     | Moszkva                        | Oroszország               | 2013. július 15–24.             | [ 14 ] |
| 46.     | Hanoi                          | Vietnám                   | 2014. július 20–29.             | [ 15 ] |
| 47.     | Baku                           | Azerbajdzsán              | 2015. július 20–29.             | [ 16 ] |
| 48.     | Tbiliszi                       | Grúzia                    | 2016. július 23. – augusztus 1. | [ 17 ] |
| 49      | Nakhon Pathom                  | Thaiföld                  | 2017. július 6–15.              | [ 18 ] |
| 50.     | Prága és Pozsony               | Csehország, Szlovákia     | 2018. július 19–29.             | [ 19 ] |
| 51.     | Párizs                         | Franciaország             | 2019. július 21–30.             |        |
| 52.     | Konya                          | Törökország               | 2020.                           |        |
| 53.     | Oszaka                         | Japán                     | 2021.                           |        |

## Fordítás
Ez a szócikk részben vagy egészben  az   International Chemistry Olympiad című angol Wikipédia-szócikk ezen változatának fordításán alapul.  Az eredeti cikk szerkesztőit annak laptörténete sorolja fel. Ez a jelzés csupán a megfogalmazás eredetét és a szerzői jogokat jelzi, nem szolgál a cikkben szereplő információk forrásmegjelöléseként.